# Abd ar-Rahman Szalkam

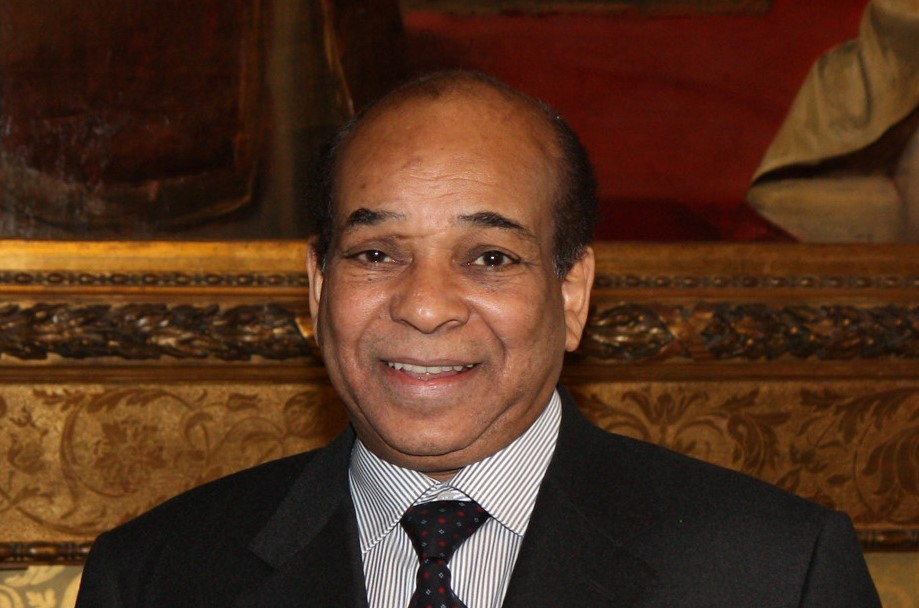
Abd ar-Rahman Szalkam w 2011

Abd ar-Rahman Szalkam (arab. عبد الرحمن شلقم, ʿAbd ar-Raḥmān Shalqam; ur. 1949), libijski polityk i dyplomata.
W latach 2000–2009 pełnił funkcję sekretarza spraw zagranicznych. Po opuszczeniu tej funkcji został mianowany przedstawicielem swojego kraju w Radzie Bezpieczeństwa ONZ (Libia była niestałym członkiem tego gremium do 31 grudnia 2009). Następnie objął urząd przedstawiciela Libii przy ONZ. 23 lutego 2011 skrytykował działania podejmowane przez Mu’ammara al-Kaddafiego w związku z masowymi protestami w Libii. Nie złożył jednak dymisji. Dwa dni później, na posiedzeniu Komisji Praw Człowieka w Genewie, ogłosił, że nie reprezentuje już rządu libijskiego. 4 marca 2011 jego następcą został Ali at-Turajki.